# Ilha Itacaruaré Grande
A ilha Itacaruaré Grande é uma ilha situada no rio Uruguai, nos limites territoriais de Porto Xavier, no estado brasileiro do Rio Grande do Sul. Fica localizada na fronteira com a Argentina. Em 2020 foi incorporada ao patrimônio da União.